# N-acetilglutamato sintase
N-Acetilglutamato sintase (NAGS) é uma enzima que catalisa a produção de N-acetilglutamato (NAG) do glutamato e acetil-CoA.
Simplificando a NAGS catalisa a seguinte reação:
acetil-CoA + L-glutamato → CoA + N-acetil-L-glutamato
NAGS, um membro da família de enzimas N-acetiltransferase, está presente tanto em procariontes e eucariotas, embora seu papel e estrutura diferem amplamente dependendo da espécie.  NAG pode ser usado na produção de ornitina e arginina, dois aminoácidos importantes ou como um cofator alostérico para fosfato de carbamoílo sintase (CPS1). Em mamíferos, NAGS é expresso primariamente no fígado e intestino delgado e é localizado na matriz mitocondrial.

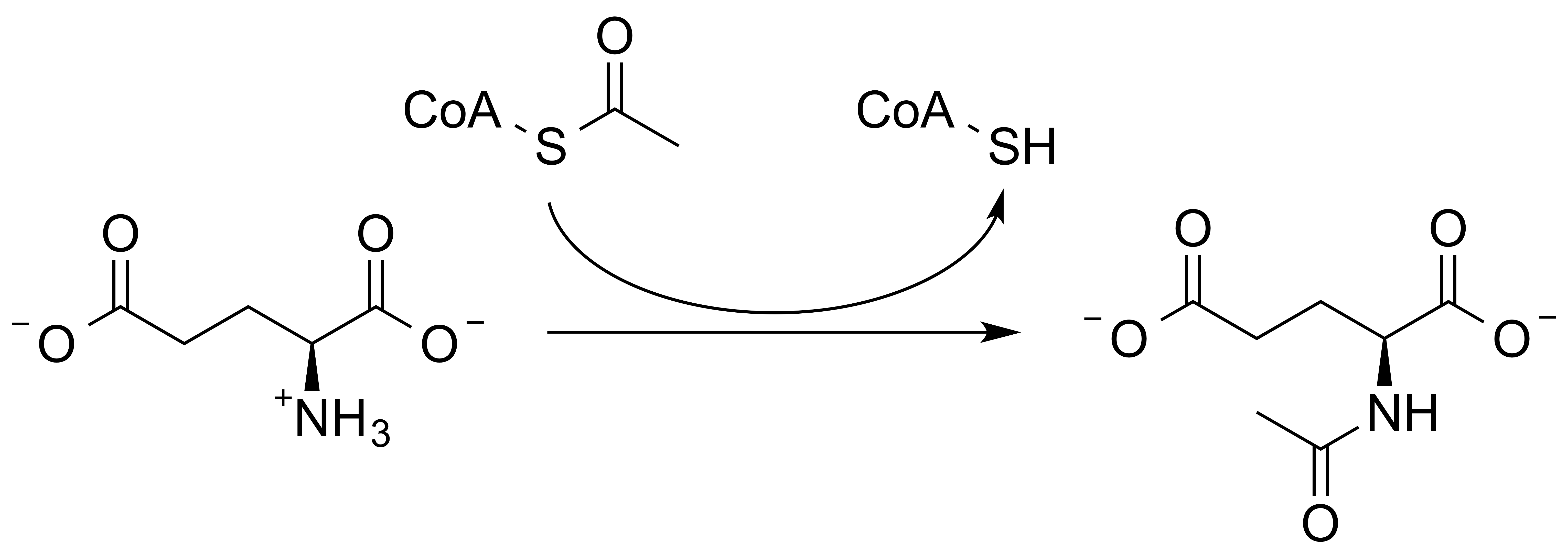
Esquema geral de reação para síntese de N-acetilglutamato (NAG) via N-acetilglutamato sintase (NAGS)

## Função biológica
A maioria dos procariontes (bactéria) e eucariotos inferiores (fungos, algas verdes, plantas e assim por diante) produz NAG através da ornitina acetiltransferase (OAT), a qual é parte de uma rota ‘cíclica’ de produção de ornitina.  NAGS é, portanto, usado em um papel de suporte, reabastecendo reservas de NAG conforme necessário.  Em algumas plantas e bactérias, entretanto, NAGS catalisa a primeira etapa em uma rota ‘linear’ de produção de arginina.
As sequências de proteínas de NAGS entre procariontes, eucariotos inferiores e eucariotos superiores mostraram uma notável falta de semelhança. A identidade de sequência entre NAGS procariótica e eucariótica é amplamente <30%, enquanto a identidade de sequência entre eucariotos inferiores e superiores é ~20%.
A atividade enzimática de NAGS é modulada por L-arginina|L-arginina, a qual atua como um inibidor em NAGS de plantas e bacteriano, mas um efetor em vertebrados. Embora o papel da arginina como inibidor de NAG na síntese de ornitina e arginina seja bem compreendido, há alguma controvérsia quanto ao papel do NAG no ciclo da ureia.  O papel atualmente aceito do NAG em vertebrados é como um cofator alostérico essencial para CPS1 e, portanto, atua como o controlador primário de fluxo através do ciclo da ureia.  Neste papel, regulação de feedback da arginina agiria para sinalizar ao NAGS que amônia é abundante dentro da célula e precisa ser removido, acelerando a função NAGS. Tal como está, a jornada evolutiva do NAGS da enzima sintética essencial ao controlador primário do ciclo da ureia ainda não foi totalmente compreendida.

## Mecanismo

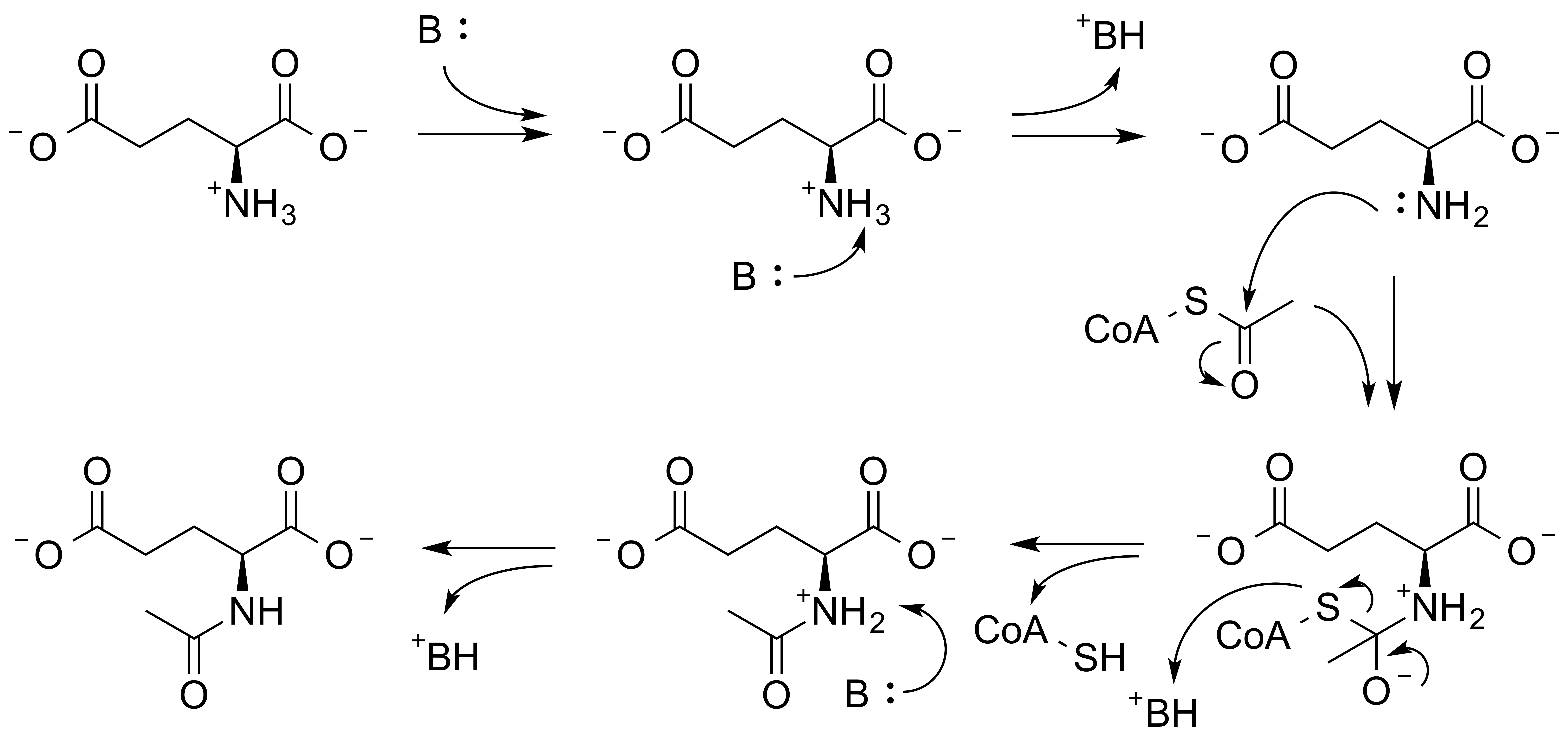
Um mecanismo de reação simplificado para N-acetilglutamato sintase (NAGS)

Dois mecanismos para a função N-acetiltransferase tem sido propostos: um mecanismo ping-pong em duas etapas, envolvendo a transferência do respectivo grupo acetila para um resíduo cisteína ativado e um mecanismo de uma etapa através do ataque direto do nitrogênio amina do grupo carbonila.  Estudos conduzidos usando NAGS derivados de Neisseria gonorrhoeae sugerem que o NAGS procede através do mecanismo de uma etapa descrito anteriormente. Nesta proposta, o grupo carbonila de acetil-CoA é atacado diretamente pelo nitrogênio α-amino do glutamato.  Este mecanismo é suportado pela ativação da carbonila através de polarização de ligações de hidrogênio, assim como a ausência de uma cisteína adequada dentro do sítio ativo para atuar como um aceptor intermediário do grupo acetil.

## Significância clínica
A inatividade do NAGS resulta em deficiência de N-acetilglutamato sintase, uma forma de hiperamonemia. Em muitos vertebrados, N-acetilglutamato é um cofator alostérico essencial de CPS1, a enzima que catalisa a primeira etapa do ciclo da ureia.  Sem estimulação NAG, CPS1 não pode converter amônia em carbamilfosfato, resultando em acúmulo tóxico de amônia. Carbamoil glutamato tem se mostrado promissor como um possível tratamento para deficiência de NAGS. Suspeita-se que isso seja resultado das semelhanças estruturais entre o NAG e o carbamoil glutamato, o que permite que o carbamoil glutamato atue como um agonista efetivo para CPS1.